# Liste du patrimoine immobilier classé de Herstal
Cette page regroupe l'ensemble du patrimoine immobilier classé de la ville belge de Herstal.
| Objet                                                                                | Année de construction / Architecte | Adresse                | Section communale | Coordonnées                      | Numéro d’inventaire | Illustration                                                                         |
| ------------------------------------------------------------------------------------ | ---------------------------------- | ---------------------- | ----------------- | -------------------------------- | ------------------- | ------------------------------------------------------------------------------------ |
| Chapelle Saint-Lambert                                                               |                                    |                        |                   | 50° 39′ 54″ nord, 5° 37′ 48″ est | 62051-CLT-0001-01   | Chapelle Saint-Lambert                                                               |
| Maison du XVIIe siècle, actuellement musée (ancienne maison Lovinfosse)              |                                    | Place Licour 25        |                   | 50° 40′ 15″ nord, 5° 38′ 20″ est | 62051-CLT-0002-01   | Maison du XVIIe siècle, actuellement musée (ancienne maison Lovinfosse)              |
| Tour Pépin                                                                           |                                    | Place Licour n° 13     |                   | 50° 40′ 13″ nord, 5° 38′ 20″ est | 62051-CLT-0003-01   | Tour Pépin                                                                           |
| L'église Notre-Dame de la Licour                                                     |                                    |                        |                   | 50° 40′ 13″ nord, 5° 38′ 26″ est | 62051-CLT-0004-01   | L'église Notre-Dame de la Licour                                                     |
| Maison Breuer                                                                        |                                    | Place Coronmeuse, n°26 |                   | 50° 39′ 18″ nord, 5° 36′ 37″ est | 62051-CLT-0005-01   | Maison Breuer                                                                        |
| Motte féodale de Liers, route Provinciale                                            |                                    |                        |                   | 50° 41′ 38″ nord, 5° 33′ 54″ est | 62051-CLT-0006-01   | Motte féodale de Liers, route Provinciale                                            |
| L'église Saint-Rémy: chœur, trois travées de la nef centrale, chapelle absidiale (M) |                                    |                        |                   | 50° 41′ 36″ nord, 5° 33′ 49″ est | 62051-CLT-0008-01   | L'église Saint-Rémy: chœur, trois travées de la nef centrale, chapelle absidiale (M) |
| Presbytère (façades, toitures, deux cheminées et l'escalier)                         |                                    | place Licour, n° 52    |                   | 50° 40′ 14″ nord, 5° 38′ 25″ est | 62051-CLT-0011-01   | Image manquanteTéléverser                                                            |
| Orgues (Arnold Clérinx - 1870) de l'église Saint-Lambert                             |                                    |                        |                   | 50° 39′ 34″ nord, 5° 37′ 27″ est | 62051-CLT-0013-01   | Image manquanteTéléverser                                                            |
| Ruines de l'ancienne chapelle du château de Bouxthay sises chaussée de Brunehaut     |                                    | Chaussée de Brunehaut  |                   | 50° 40′ 11″ nord, 5° 36′ 05″ est | 62051-CLT-0014-01   | Ruines de l'ancienne chapelle du château de Bouxthay sises chaussée de Brunehaut     |
| Pont de Wandre (+ LIEGE/Wandre)                                                      |                                    |                        |                   | 50° 40′ 23″ nord, 5° 38′ 40″ est | 62051-CLT-0015-01   | Pont de Wandre (+ LIEGE/Wandre)                                                      |
| Le pont de Wandre (+ LIEGE/Wandre)                                                   |                                    |                        |                   | 50° 40′ 23″ nord, 5° 38′ 40″ est | 62051-PEX-0001-01   | Le pont de Wandre (+ LIEGE/Wandre)                                                   |